# Stazione di Wengwald
La stazione di Wengwald è una fermata ferroviaria ubicata a Lauterbrunnen, lungo la Wengernalpbahn.

## Storia
La fermata venne inaugurata il 7 giugno 1910 contestualmente all'apertura del nuovo tracciato tra Lauterbrunnen e Wengen.

## Struttura e impianti
La fermata dispone di un caseggiato in legno utilizzato come sala d'attesa, mentre il piano binari è composto un unico binario passante.

## Movimento
Tutti i treni effettuano fermata a richiesta a Wengwald con frequenza semioraria in entrambe le direzioni, con destinazioni Lauterbrunnen e Kleine Scheidegg.

## Servizi
- Biglietteria automatica
- Sala d'attesa